# Chauliodus
Chauliodus é um gênero de peixes, geralmente chamados de peixes-víbora. Os peixes-víbora são encontrados principalmente na zona mesopelágica e são caracterizados por dentes longos e aciculares e mandíbulas inferiores articuladas. Um peixe-víbora típico cresce até 30cm . Os peixes-víbora realizam migração vertical diurna e são encontrados em todo o mundo, em oceanos tropicais e temperados. Os peixes-víbora são capazes de bioluminescência e possuem fotóforos ao longo do lado ventral do corpo, provavelmente usados para camuflá-los, misturando-se com menos de 1% de luz que atinge menos de 200 metros de profundidade. 
Embora pareçam estar cobertos de escamas, os peixes-víbora não possuem escamas. Em vez disso, eles são cobertos por uma camada espessa e transparente de substância desconhecida.  Dentes extremamente grandes, semelhantes a presas, dão ao peixe uma mandíbula inferior ligeiramente saliente.

## Habitat
Os peixes-víbora vivem em ambientes meso e batipelágicos e foram encontrados dominando caldeiras submarinas como o Kurose Hole, que é o local com a maior densidade de Chauliodus conhecida no mundo.  Os peixes-víbora também realizam migrações verticais diárias, o que significa que migram para águas mais produtivas durante a noite para se alimentarem.  No entanto, é provável que apenas uma parte da população total de peixes-víbora realize a migração vertical diária em qualquer noite, o que pode ser devido ao seu metabolismo lento, ou seja, eles provavelmente não precisam se alimentar todas as noites.  A temperatura é outro fator restritivo na distribuição vertical do peixe-víbora no oceano. A profundidade é limitada pela temperatura e o limite térmico superior do peixe-víbora é de 12° a 15°C.  Em águas tropicais, os peixes-víbora tendem a permanecer nas camadas profundas e não migram muito, enquanto em águas temperadas os peixes-víbora migram mais ativamente e até interagem com predadores epipelágicos. 

## Corpo
As espécies de Chauliodus são reconhecidas por seus dentes grandes, semelhantes a presas. Eles são tão longos que perfurariam o cérebro do peixe se estivessem desalinhados. 
Uma espécie de peixe-víbora, C. sloani, tem um comprimento padrão amostrado de 64,0 a 260,0mm, com um SL médio de 120,3 mm. A mesma espécie tem um peso médio de 5,66 gramas.  Representantes de Chauliodus pammelas e Chauliodus sloani apresentam um diferencial de profundidade baseado no tamanho.  Indivíduos de menor massa são encontrados em profundidades menores e indivíduos de maior massa são encontrados em profundidades maiores, abaixo de 500 metros.  No entanto, à noite, peixes-víbora maiores podem ser encontrados em profundidades menores. 
Os olhos de Chauliodus sloani mantêm um tamanho e proporção constantes durante todo o crescimento do peixe.  Na retina, várias fileiras de "bancos" de células bastonetes crescem umas sobre as outras, aumentando em número com o tamanho do peixe.  Isso se opõe à retina típica dos vertebrados, que possui apenas uma camada de receptores. 
O primeiro raio dorsal dos Chauliodus é alongado, articulado e conectado pela musculatura, permitindo que ele oscile para a frente. A ponta deste raio possui órgãos luminosos.  Este peixe não tem escamas e, em vez disso, é coberto por padrões de pigmentos hexagonais cobertos por uma substância opalescente e viscosa. 

## Bioluminescência
As espécies de Chauliodus utilizam sua capacidade de bioluminescência para dois propósitos distintos: atrair presas e evitar predadores. Eles apresentam adaptações anatômicas distintas para as duas funções.  Chauliodus possui uma isca bioluminescente localizada na ponta de seu primeiro raio dorsal, que ele usa para atrair presas balançando-a para frente na frente de sua boca.  Isso permite que o peixe atraia a presa diretamente para a frente de sua boca para se alimentar. 
Chauliodus possui fotóforos ao longo do lado ventral do corpo que emitem luz através do controle nervoso adrenérgico.  A distribuição desta luz corresponde de perto à distribuição de luz nas zonas oceânicas mesopelágicas e batipelágicas, dificultando a visualização dos peixes pelos predadores.  Isso permite que os peixes nadem sem serem detectados pelos predadores, auxiliando na sobrevivência. Esse tipo de camuflagem é chamado de contrailuminação.
A presença de fotomicróbios nos órgãos viscerais de Chauliodus sloani indica que os micróbios bioluminescentes são provavelmente responsáveis pela capacidade de Chauliodus de luminescer. 

## Alimentação
Os peixes-víbora, dependendo da espécie, caçam outros peixes pelágicos e crustáceos. O conteúdo estomacal dos indivíduos capturados continha peixes-lanterna, peixes-boca-de-cerda, copépodes e krill.  Com base na migração vertical diária de suas presas, presume-se que os peixes-víbora sejam migrantes epipelágicos que buscam alimento nas águas superficiais.  As presas do peixe-víbora, especificamente da espécie C. sloani, são altamente específicas e de alta abundância, mas os eventos de alimentação do peixe-víbora têm baixos níveis de ocorrência.
Os peixes-víbora são capazes de maximizar a entrada de energia consumindo poucas, mas grandes presas.  Para suportar a especificidade da alimentação, o peixe-víbora tem múltiplas adaptações, como uma boca com dentes grandes, modificações no crânio para permitir uma ampla abertura da boca e estômago e pele do corpo elásticos para compensar presas grandes. 

## Padrões migratórios
Os movimentos verticais do peixe-víbora são influenciados pela temperatura. Observou-se que o limite superior de distribuição é restrito pela temperatura (12–15 °C). Observa-se que isso afeta o habitat vertical e a trofodinâmica. Na maioria das águas tropicais, é provável que o peixe-víbora exista em tempo integral abaixo de 400 metros. Em regiões temperadas, os peixes-víbora interagem troficamente com predadores epipelágicos em águas superficiais. 
Muitas subespécies da família Stomiidae participaram da migração vertical diurna. Ao migrarem para a superfície (400 m de profundidade) à noite, eles comprovam sua capacidade de suportar grandes mudanças de temperatura de até 7°C diariamente. Eles foram registrados em águas que variam de 4 a 14,5 °C, destacando a ampla gama de temperaturas em que os peixes-víbora são capazes de sobreviver. 
Peixes-víbora já foram registrados anteriormente nas águas italianas da Bacia do Mediterrâneo Ocidental, no Mar Adriático, nas águas gregas do Mar Egeu e nas águas turcas do Mar do Levante. Peixes-víbora raramente foram vistos na costa da Argélia por Dieuzeide. Foi relatado que eles ocorrem na costa norte da Tunísia. 

## Reprodução
Apesar da abundância de peixes-víbora no meso e batipelágico, sua ecologia reprodutiva é amplamente desconhecida. Isto deve-se ao facto de os inquéritos raramente conseguirem capturar adultos maduros, bem como à falta generalizada de investigação sobre a ecologia reprodutiva dos peixes nas profundezas do mar.  É provável, no entanto, que os peixes-víbora compartilhem uma ecologia reprodutiva semelhante à de outros peixes-dragão que foram estudados mais extensivamente (na família Stomiidae).
Os peixes-víbora são gonocorísticos, o que significa que não apresentam tecido testicular e ovariano simultaneamente em suas gônadas.  Eles se reproduzem por meio da desova, com um estudo sobre peixes-dragão indicando que os machos são capazes de desovar esperma continuamente, enquanto as fêmeas apresentam desenvolvimento assíncrono de ovócitos e desova em lote.  O mesmo estudo mostrou uma proporção sexual distorcida de 1:2 favorecendo as fêmeas em sua coleção de mais de setenta peixes-víbora Chauliodus sloani no Golfo do México. 
Dois ovos de Chauliodus macouni foram recuperados no rio Columbia, no Oregon (provavelmente deslocados por fortes correntes do Pacífico), indicando um período de incubação potencialmente longo para ovos de peixe-víbora. 

## Espécies

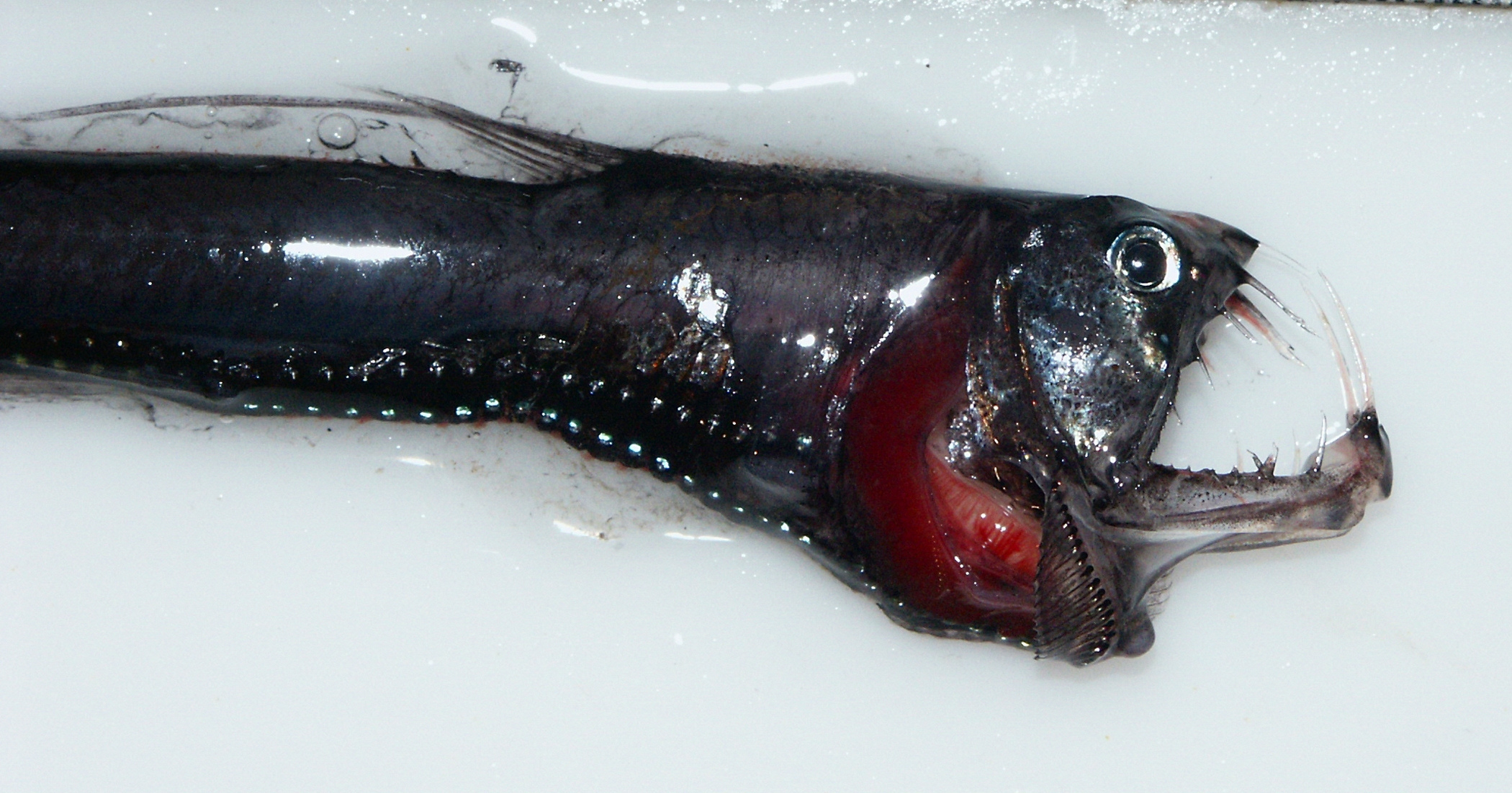
Peixe-víbora do Pacífico (Chauliodus macouni)

Atualmente, existem nove espécies reconhecidas neste gênero: 
- Chauliodus barbatus Garman, 1899
- Chauliodus danae Regan & Trewavas, 1929 (Peixe-víbora de Dana)
- Chauliodus dentatus Garman, 1899
- Chauliodus macouni T.H. Bean, 1890 (Peixe-víbora do Pacífico)
- Chauliodus minimus Parin & Novikova, 1974
- Chauliodus pammelas Alcock, 1892
- Chauliodus schmidti Ege, 1948
- Chauliodus sloani Bloch & J.G. Schneider, 1801 (Peixe-víbora de Sloane)
- Chauliodus vasnetzovi Novikova, 1972

Pelo menos mais duas espécies são reconhecidas em fósseis do Mioceno Superior:
- Chauliodus eximus, (Jordan, 1925), originalmente Eostomias eximus, do Mioceno Superior da Califórnia
- Chauliodus testa, Nazarkin, 2014, do Mioceno Superior da Ilha Sacalina Ocidental [27]